# 清洲町站
清洲町站（日语：／ Kiyosuchō eki */?）是位於愛知縣西春日井郡清洲町清洲（現時：清須市），名古屋鐵道清洲線的鐵道車站（廢站）。
此站為清洲線的終點站。由於建設費用問題，該線沒有繼續延伸至五條川對面岸的清洲町中心。因此，乘客需要跨越五條橋才能到達車站。

## 歷史
在車站啟用時的名稱為「清洲站」。後來由於國鐵清洲站啟用才改名為「清洲町站」。

### 年表
- 1914年（大正3年）9月22日：名古屋電氣鐵道（日语：名古屋電気鉄道）清洲線須口站至此站開通，清洲站啟用[4]。
- 1921年（大正10年）7月1日：名古屋電氣鐵道把路線轉讓至（舊）名古屋鐵道[5]。
- 1930年（昭和5年）9月5日：（舊）名古屋鐵道改名為名岐鐵道[6]。
- 1934年（昭和9年）2月24日：清洲站改名為清洲町站[3]。
- 1935年（昭和10年）8月1日：名岐鐵道與愛知電氣鐵道（日语：愛知電気鉄道）合併，（現時）名古屋鐵道成立[7]。
- 1944年（昭和19年）6月10日：清洲線被指定為不要不急線而暫停營業[3]。
- 1948年（昭和23年）8月3日：清洲線廢除，此站也被廢除[3]。

## 使用狀況
| 年度 | 乘車人次 | 下車人次 |
| ---- | -------- | -------- |
| 1916 | 75,017   | 78,537   |
| 1920 | 137,476  | 141,095  |
| 1924 | 175,834  | 182,688  |
| 1927 | 183,560  | 194,025  |
| 1931 | 129,229  | 138,146  |

- 參考資料：愛知縣統計書各年度版

## 其他
車站遺址位於清須市立清洲東小學附近。

## 相鄰車站
名古屋鐵道
清洲線
試驗場前－清洲町

## 注腳
1. ↑  清水武、田中義人《名古屋鉄道車両史 上巻》，Alpha Beta Books，2019年，pp.180-181，ISBN 978-4865988475
2. ↑  『鉄道停車場一覧. 昭和12年10月1日現在』（日語）（國立國會圖書館數碼化收藏）
3. 1 2 3 4  名古屋鉄道広報宣伝部（編）. . 名古屋鉄道. 1994: 883 （日语）.
4. ↑  「軽便鉄道運輸開始」《官報》1914年9月29日（日語）（國立國會圖書館數碼化收藏）
5. ↑  名古屋鉄道広報宣伝部（編）. . 名古屋鉄道. 1994: 938 （日语）.
6. ↑  名古屋鉄道広報宣伝部（編）. . 名古屋鉄道. 1994: 950 （日语）.
7. ↑  名古屋鉄道広報宣伝部（編）. . 名古屋鉄道. 1994: 958 （日语）.